# Lepomis
Lepomis (Rafinesque, 1819) è un genere di pesci ossei d'acqua dolce appartenente alla famiglia Centrarchidae diffuso in Nordamerica.

## Distribuzione e habitat
Il genere è endemico della parte orientale dell'America settentrionale. Almeno tre specie (Lepomis gibbosus, L. cyanellus eL. auritus) sono state introdotte in Europa ma solo la prima si è acclimatata e diffusa divenendo talvolta invasiva.

## Descrizione
Sono pesci di taglia media o piccola.

## Tassonomia
Al genere appartengono 13 specie:
- Lepomis auritus
- Lepomis cyanellus
- Lepomis gibbosus
- Lepomis gulosus
- Lepomis humilis
- Lepomis macrochirus
- Lepomis marginatus
- Lepomis megalotis
- Lepomis microlophus
- Lepomis miniatus
- Lepomis peltastes
- Lepomis punctatus
- Lepomis symmetricus